# Octomeria gracilicaulis
Octomeria gracilicaulis är en orkidéart som beskrevs av Rudolf Schlechter. Octomeria gracilicaulis ingår i släktet Octomeria och familjen orkidéer. Inga underarter finns listade i Catalogue of Life.